# Karprofen

Strukturformel

Karprofen är en milt smärtstillande, inflammationsdämpande och febernedsättande substans, en så kallad NSAID. I Sverige säljs den under varunamnet Rimadyl eller Norocarp och är avsedd för veterinärt bruk. Ämnet används inom veterinärmedicin som antiflogistikum, analgetikum och antipyretikum.